# Prosopocoilus girafa makitai
Prosopocoilus girafa makitai es una subespecie de coleóptero de la familia Lucanidae.

## Distribución geográfica
Habita en Mindoro y Luzon (Filipinas).